# Sjæleboderne
Sjæleboderne er en gade i Indre By i København, der går fra Vognmagergade til Gothersgade.
Ordet sjæleboder er en gammel betegnelse for boliger til fattige, som blev skænket af rige til deres sjæls frelse. Sådanne 14 boliger blev opført nærved i Møntergade i 1550 af Albert van Gochs enke i 1550. Den nuværende gade blev anlagt, da et slumkvarter, Brøndstræde-kvarteret, der var opstået her, blev revet ned og erstattet af flere store erhvervsejendomme i begyndelsen af 1900-tallet. Gaden blev navngivet i 1911 ved en genoptagelse af det gamle navn.

## Bygninger
På den østlige side af gaden ligger det firlængede kompleks Møntergården med adresserne Vognmagergade 2 / Møntergade 19-21 / Gothersgade 49 / Sjæleboderne 2-4 og hovedindgang fra Gothersgade. Det blev opført i 1915-1916 efter tegninger af H.P. Jacobsen for grosserer A.C. Illum. Det blev overtaget af ATP i 1995.
På den vestlige side ligger karréen Vognmagergade 8 / Lønporten 2 / Gothersgade 53. Den blev opført i 1912-1913 efter tegninger af G.B. Hagen og Rolf Schroeder for Københavns Belysningsvæsen, der brugte den som kontorbygning. Bygningen er opført i røde teglsten på en sokkel af grå sten. I soklen er der indmuret nogle kampesten fra tidligere bygninger på grunden. På fløjene langs med Sjæleboderne og Lønporten afsluttes tagetagerne med bindingsværk ud mod Vognmagergade. Midt på siden mod Vognmagergade ligger bygningens hovedindgang, der er udformet som Københavns byvåben. Bygningen blev benyttet af Belysningsvæsenet, fra 1999 Københavns Energi, til 2005. Fra 2007 har voksenundervisningscentret KVUC holdt til her.